# Греки в Болгарии

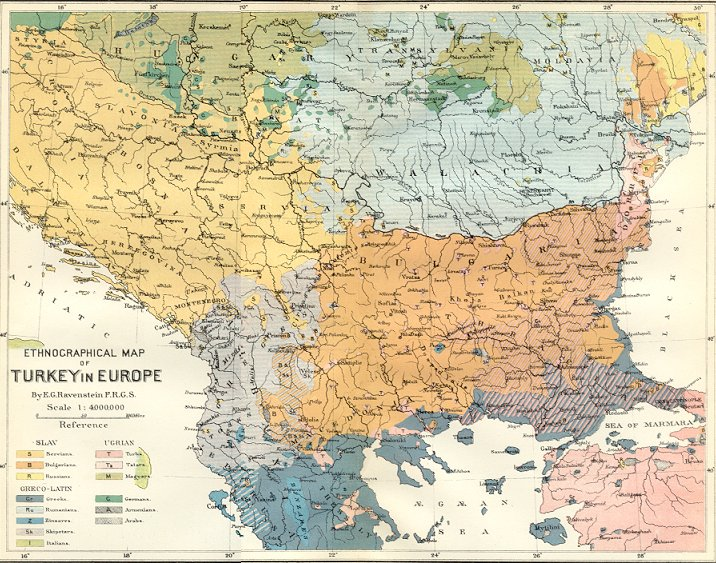
Карта этносов Юго-Восточной Европы 1880 года (греки отмечены тёмно-синим)

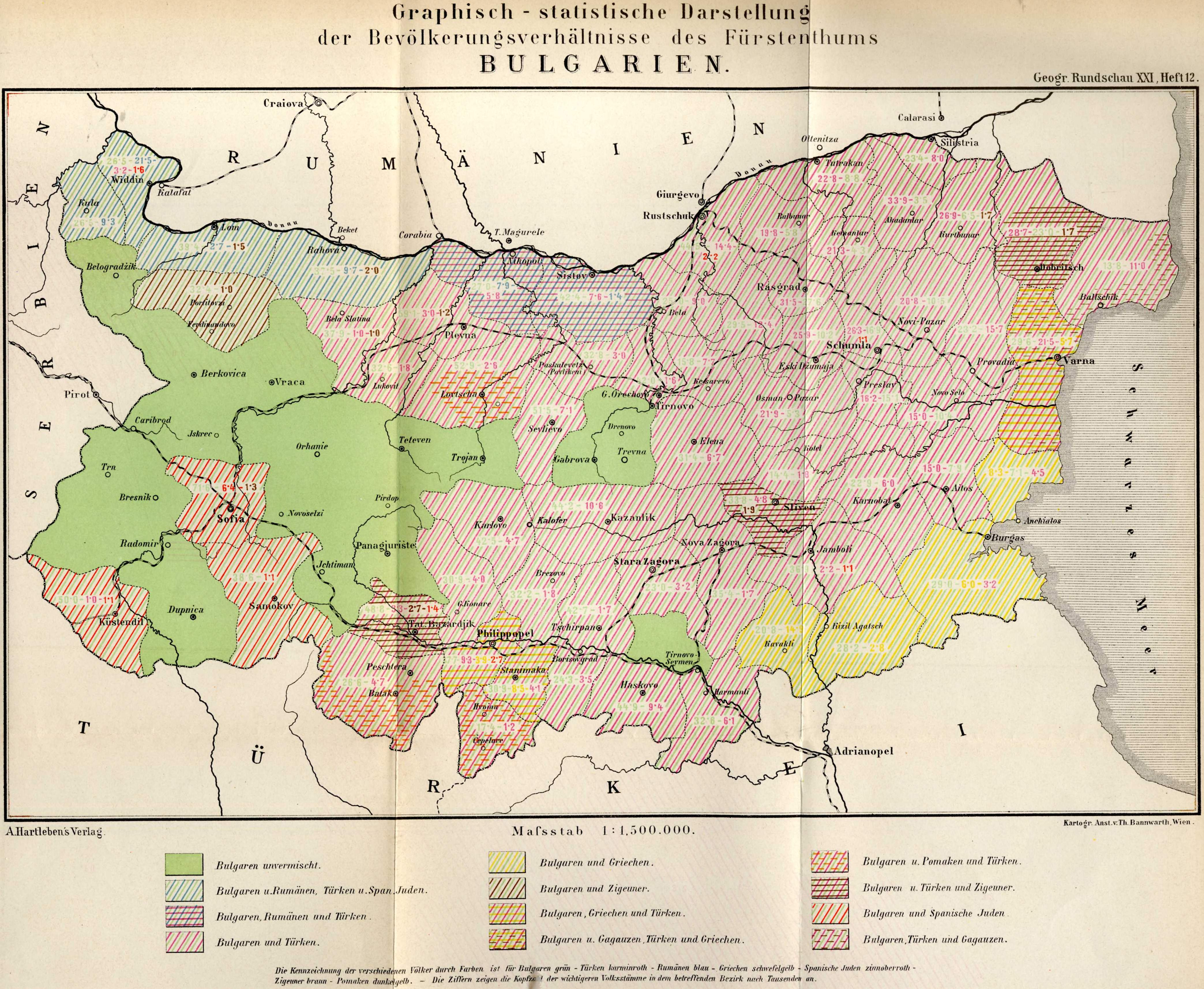
Карта этносов Болгарии по данным переписи 1892 года (греки отмечены жёлтым)

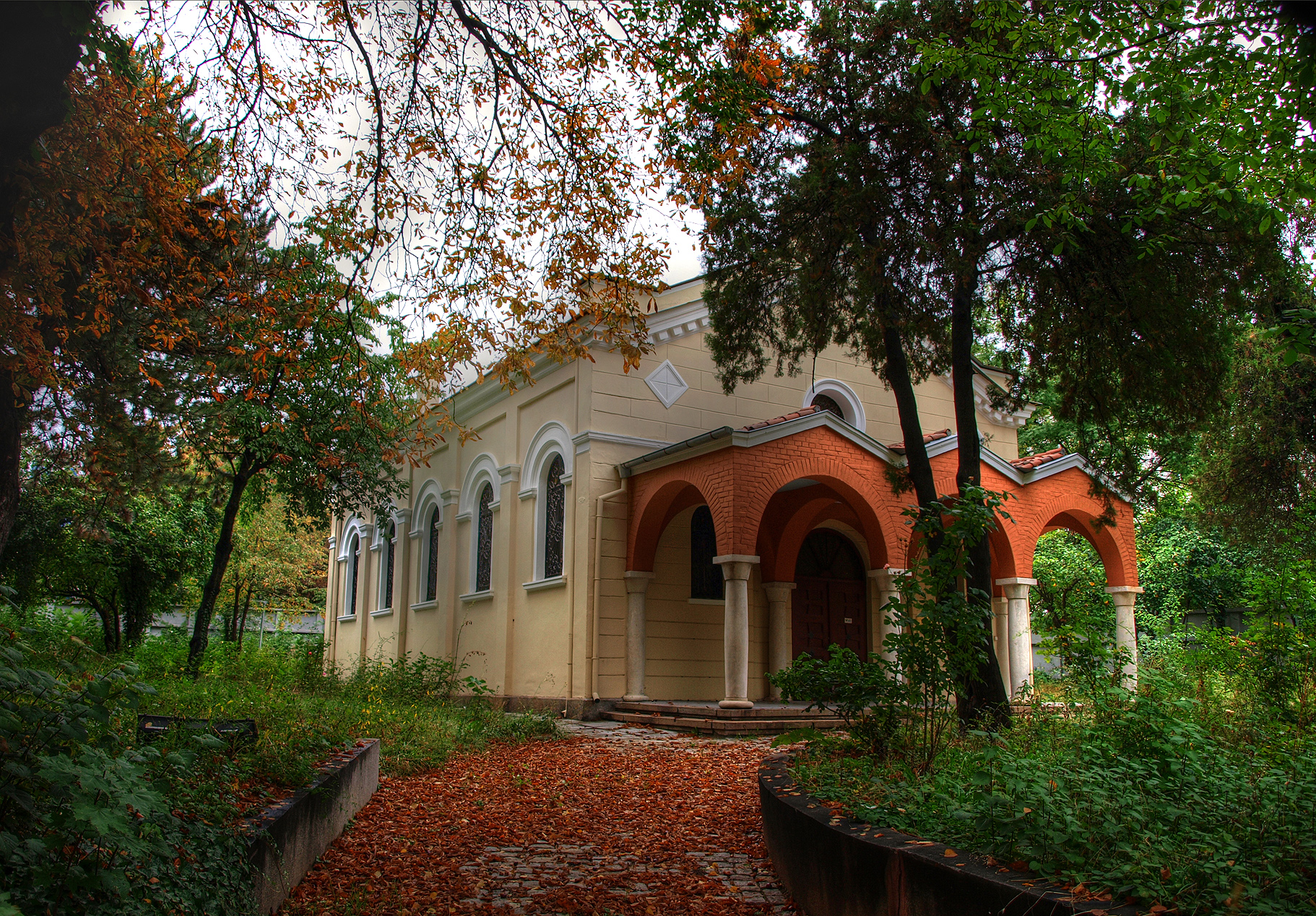
Греческая православная церковь Святого Георгия в Софии, Болгария

Греки в Болгарии (болг. Гърци в България, греч. Έλληνες της Βουλγαρίας) составляют восьмое по величине этническое меньшинство в стране. Греки в Болгарии составляют около 0.4 %. Их численность насчитывает около 30 000 человек согласно переписи 2017 года, хотя различными греческими ассоциациями она оценивается в 40 000, а если к ним причислить каракачан, греческих студентов и греческих граждан, проживающих в Болгарии, то число составит 45 000 человек. Сегодня греки в основном живут в таких крупных городах, как София и Пловдив, а также в прибрежной зоне.

## История
Исторически сложилось так, что присутствие греческого населения на территории современной Болгарии относится ещё к VII веку до н. э., когда милетцы и дорийцы основали первые греческие колонии на Черноморском побережье Болгарии, зачастую ― на местах более ранних фракийских поселений. Античные полисы Несебыр, Созопол, Поморие и Варна контролировали торговые пути в западной части Чёрного моря и часто вели войны между собой.
До начала XX века на юго-востоке страны проживало небольшое греческое меньшинство. Греческие общины существовали также в Пловдиве, Софии, Асеновграде, Хасково и Русе. В 1900 году в Болгарии проживало 33 650 греков.
В 1924 и 1927 году состоялись обмены населением между Болгарией и Грецией. Основная масса греко-язычного населения в Болгарии была вынуждена уехать в Грецию: на её место переселили болгар из Западной Фракии и греческой Македонии. Среди немногих исключений, сделанных правительствами двух стран, были некоторые каракачаны и небольшая группа греко-говорящих с болгарским национальным сознанием. Эти люди, жившие в Суворово и в двух близлежащих деревнях, по словам этнографа Анастас Ангелеова: «…Сами говорили [их болгарским соседям]: мы болгары, но мы говорим по-гречески…».

## Культура
С 19 столетия греческие сообщества в прибрежных зонах были процветающими настолько, что финансировали и содержали некоторые религиозные и культурные сооружения и учреждения: церкви, школы всех степеней, библиотеки и средства массовой информации. До начала 20 столетия на болгарской территории на содержании у греков было 117 церквей и 8 монастырей, в то время как некоторое число греческих епархий было расположено в прибрежных городах, а конкретно, в Поморие, Варне, Несебре и Созополе. Наиболее процветающие общины были в Варне, с семью греческими школами, которые приняли около 1200—1500 учащихся в 1907 году, и в Пловдиве, с общим количеством восемь школ. Среди них, школа Зарифиос в Пловдиве, основанная в 1875 году, стала одним из наиболее известных греческих образовательных учреждений этого региона.

## Численность

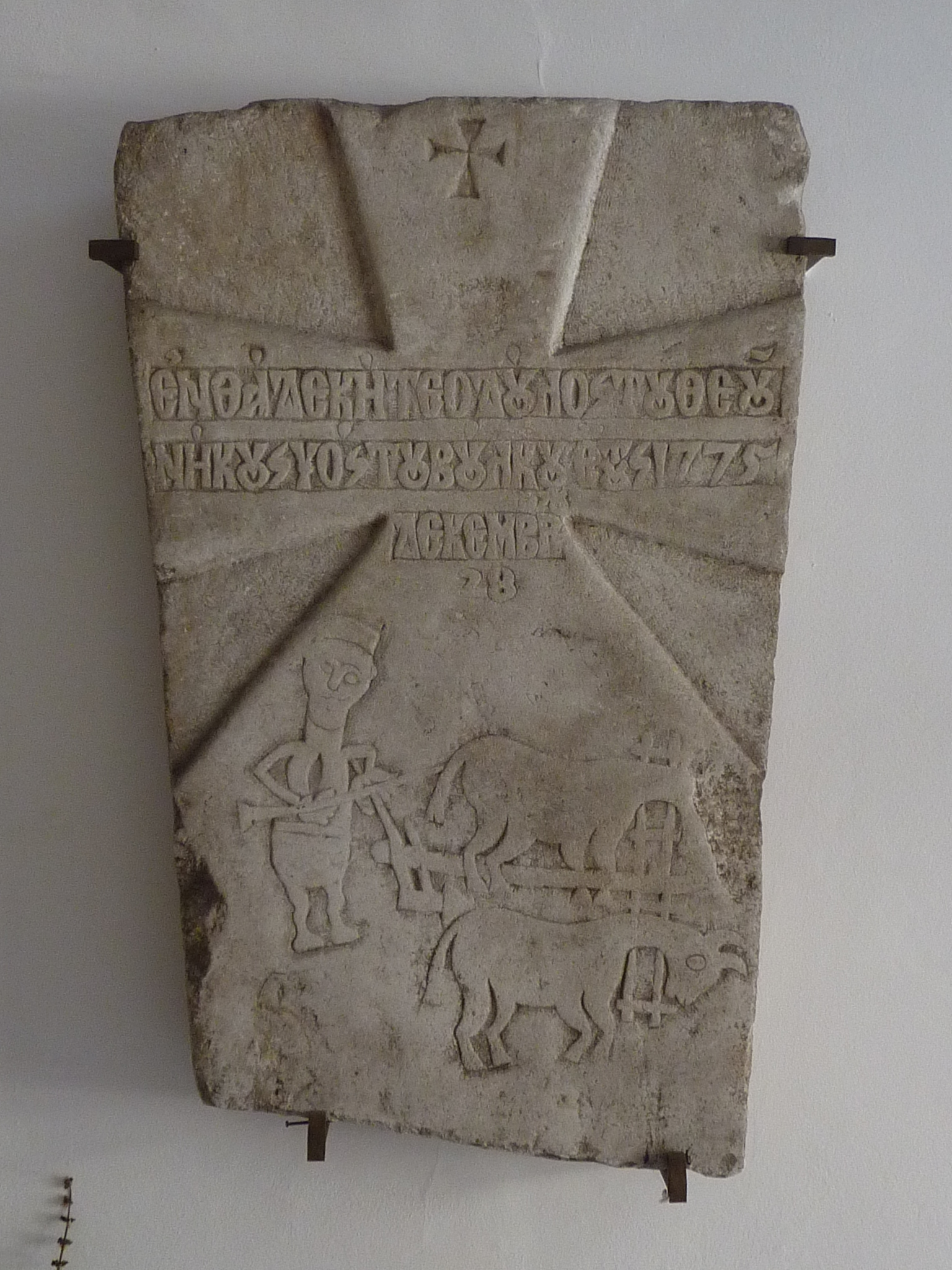
Греческое надгробие 1775 года (Бургасский археологический музей)

| Год       | Греческое население | Процент от всего населения |
| --------- | ------------------- | -------------------------- |
| 1880/1881 | 54,205              | 1.92                       |
| 1887      | 58,326              | 1.85                       |
| 1892      | 58,518              | 1.77                       |
| 1900      | 70,887              | 1.89                       |
| 1905      | 69,761              | 1.73                       |
| 1910      | 50,886              | 1.17                       |
| 1920      | 46,759              | 0.96                       |
| 1926      | 10,564              | 0.19                       |
| 1934      | 9,601               | 0.16                       |
| 1956      | 7,437               | 0.10                       |
| 1965      | 8.241               | 0.10                       |
| 1992      | 4.930               | 0.06                       |
| 2001      | 3,219               | 0.04                       |
| 2011      | 1,356               | 0.02                       |